# Kultura zachodniobałtyjska
     kultura zachodniobałtyjska
     kultura wielbarska
     kultura przeworska
     kultura dębczyńska
     Cesarstwo Rzymskie
     kultura Dollkeim-Kovrovo
     grupa olsztyńska
     kultura sudowska
     grupa niemeńska
     kultura ceramiki kreskowej
     kultura miłogradzka
     kultura dniepro-dwińska
     kultura pomorska

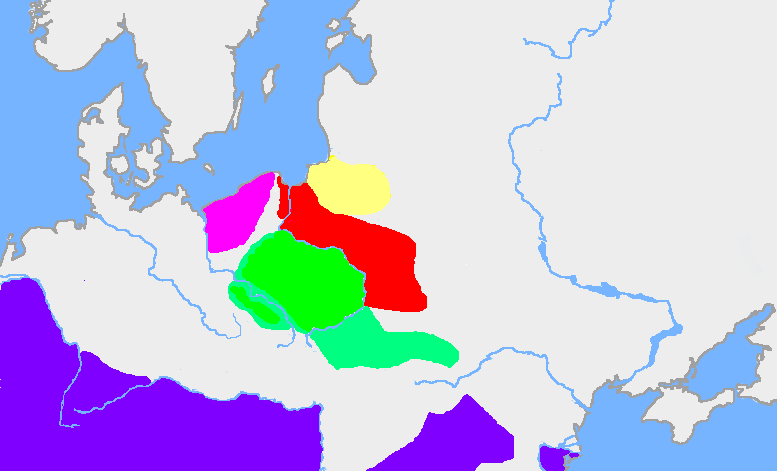
Kultury archeologiczne późnej epoki żelaza (I w. n.e. - V/VI w. n.e.)
kultura zachodniobałtyjska
kultura wielbarska
kultura przeworska
kultura dębczyńska
Cesarstwo Rzymskie

Kultury bałtyjskie epoki żelaza (za: M.Gimbutas, The Balts, 1963)
kultura Dollkeim-Kovrovo
grupa olsztyńska
kultura sudowska
grupa niemeńska
kultura ceramiki kreskowej
kultura miłogradzka
kultura dniepro-dwińska
kultura pomorska

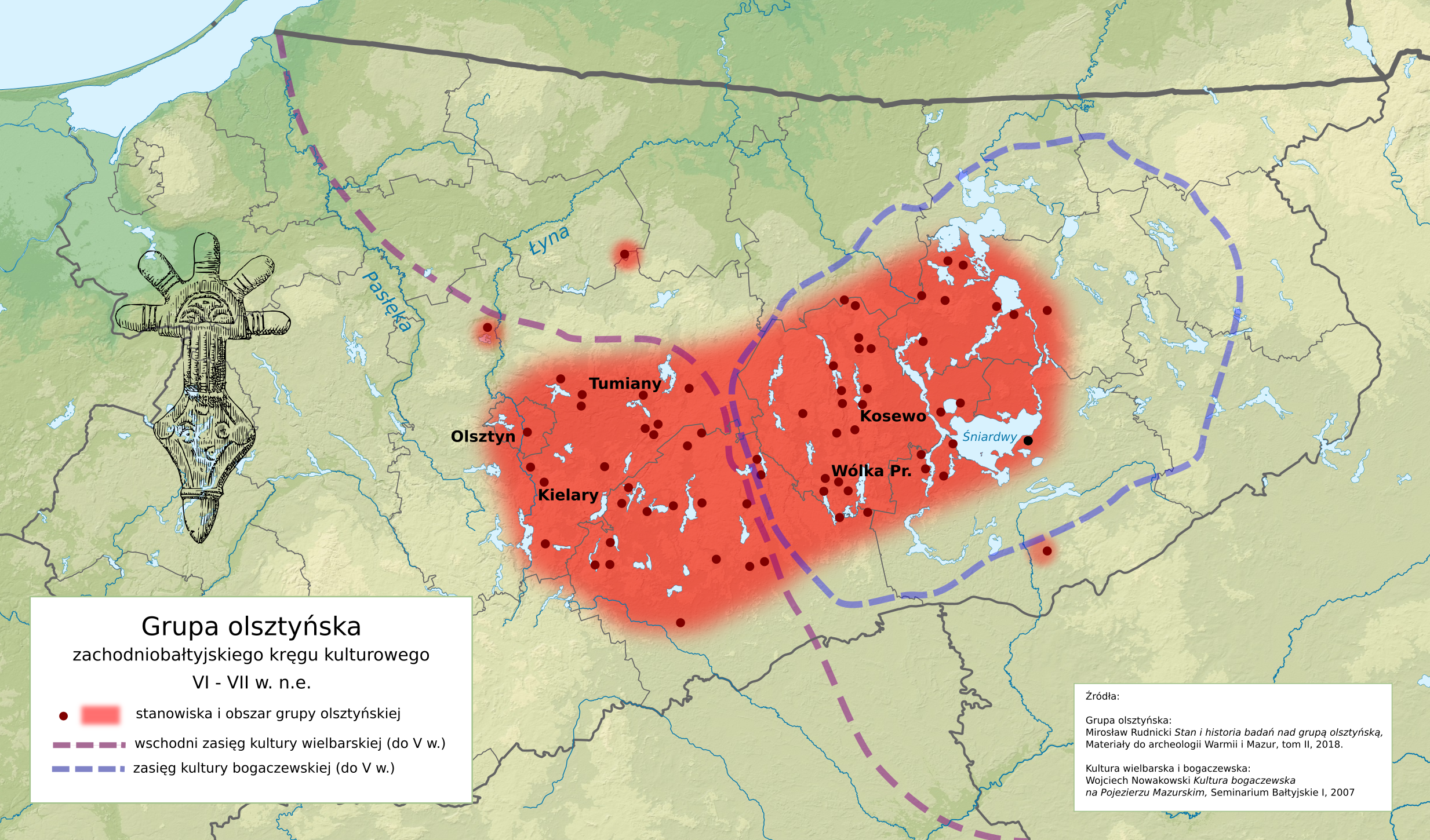
Zasięg stanowisk grupy olsztyńskiej (VI-VII w.) oraz kultury wcześniejsze: wielbarska i bogaczewska (do V w.).

Kultura zachodniobałtyjska – jest to dawna nazwa, obecnie określana jako krąg zachodniobałtyjski (inaczej krąg kultur zachodniobałtyjskich). Jest to strefa kilku niewielkich kultur archeologicznych, które łączy przynależność etniczna do zachodniego odłamu Bałtów oraz podobne cechy kulturowe (np. podobne zabytki lub niektóre cechy obrządku pogrzebowego).
Kultury wchodzące w skład kręgu zachodniobałtyjskiego położone są na północny wschód od kultury wielbarskiej i przeworskiej, między rzekami Pasłęką i Dźwiną. Występowały od przełomu er, aż do połowy VII wieku. Większość z nich powstała na podłożu kultury kurhanów zachodniobałtyjskich datowanej na wczesną epokę żelaza.
Według Tacyta tereny te były zasiedlone przez plemiona Estiów, Ptolemeusz natomiast mówi o Galindach oraz Sudinach.
W skład kręgu zachodniobałtyjskiego wchodzą:
- kultura bogaczewska (od przełomu er do końca IV w. n.e., być może nawet końca V w.)
- kultura sudowska (od połowy II w. n.e. do końca VI w.)
- kultura Dollkeim-Kovrovo (od końca I w. n.e. do początku VI w.)
- grupa olsztyńska (od końca V w. n.e. do połowy VII w. lub początku VIII w.)
- grupa elbląska (od końca V w. n.e. do połowy VII w.)
- grupa dolnoniemeńska
- grupa zachodniolitewska
- grupa środkowolitewska